# 堂本尚郎
堂本 尚郎（どうもと ひさお、1928年〈昭和3年〉3月2日 - 2013年〈平成25年〉10月4日）は、京都市出身の洋画家、文化功労者。東京都在住。
日本画家・堂本印象の甥。父は堂本四郎。妻は洋画家の洋画家の毛利眞美。

## 略歴
- 1948年（昭和23年） - 第4回日展において、「畑のある風景」で初入選
- 1949年（昭和24年） - 京都市立美術専門学校（現：京都市立芸術大学）日本画科卒業
- 1951年（昭和26年） - 第7回日展特選
- 1955年（昭和30年） - 渡仏、グランド・ショミエール芸術学校で油画を始め、アンフォルメル運動に参加する。その後独自の抽象画へ発展する。
- 1979年（昭和54年） - シャトー・ムートン・ロートシルト のラベルデザインを担当する。
- 1983年（昭和58年） - フランス政府より芸術文化勲章シュヴァリエ章を受章[1]
- 1994年（平成6年） - 日本政府より紫綬褒章を受章
- 1996年（平成8年） - フランス政府よりレジオンドヌール勲章シュヴァリエ章を受章[2]
- 2001年（平成13年） - フランス政府より芸術文化勲章オフィシエ章を受章[3]
- 2003年（平成15年） - 日本政府より旭日小綬章を受章[4]
- 2007年（平成19年） - 日本政府より文化功労者を顕彰[5]
- 2013年（平成25年）10月4日 - 急性心不全のため死去[3]。85歳没。